# Lodownia w Pszczynie

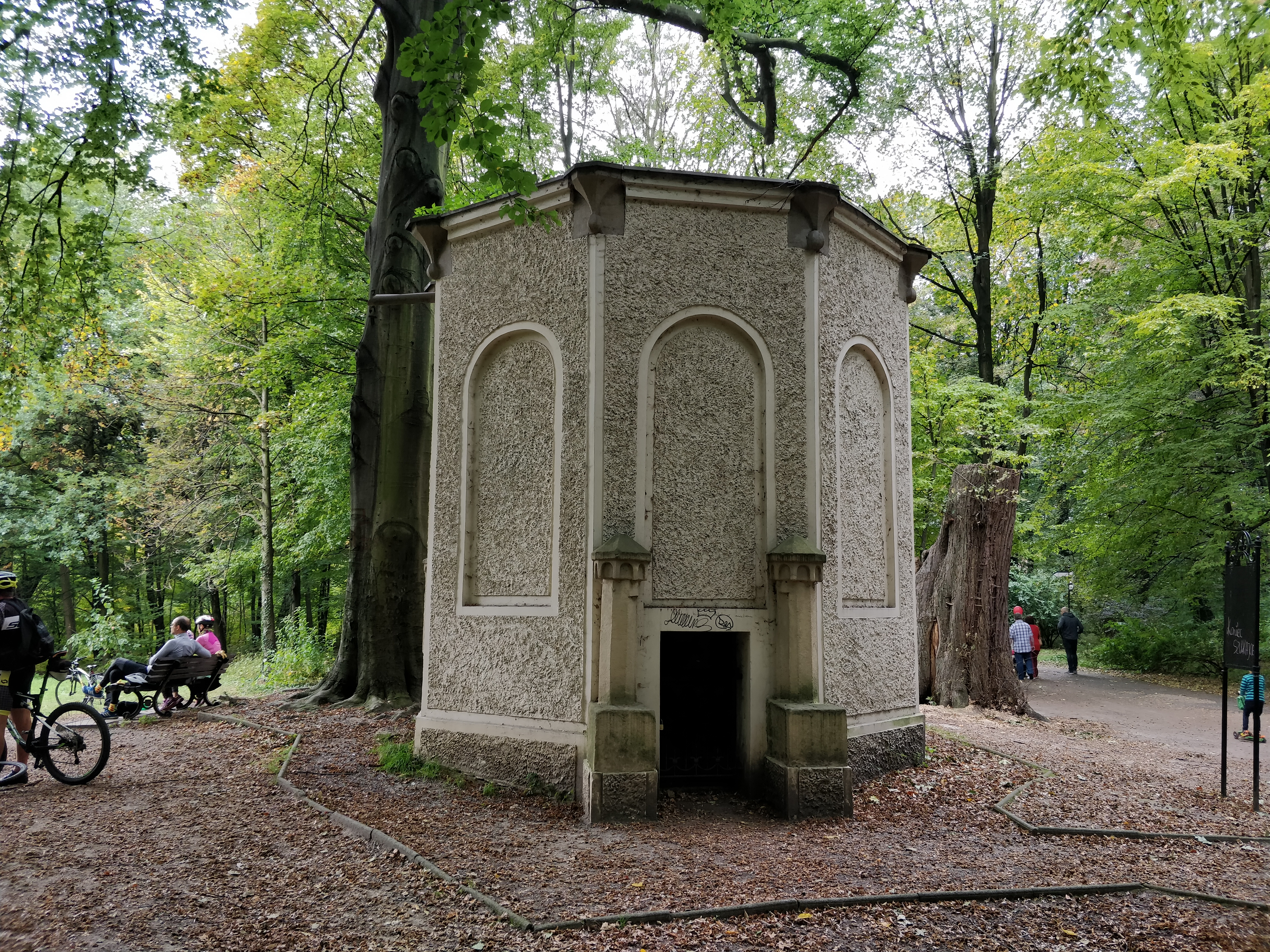
Lodownia w parku zamkowym w Pszczynie

Lodownia w Pszczynie (niem. Eisgrube lub Eiskeller) – niewielka budowla gospodarcza, znajdująca się w parku zamkowym w Pszczynie.
Usytuowana jest w północnej części parku, na nieznacznym wzniesieniu na lewym brzegu doliny Pszczynki, z którego widok sięga ponad rozlewiskami rzeki aż po zamek. Wzniesiona w stylu neoromańskim, murowana na planie regularnego sześcioboku, nakryta obecnie płaskim dachem. Ściany ozdobione ślepymi imitacjami okien, w jednej z nich niskie wejście.
Budowla przeznaczona była do przechowywania bloków lodu, wyrąbywanych zimą ze stawów i rozlewisk Pszczynki i służących do chłodzenia produktów spożywczych podczas ciepłej pory roku. Według zapisów z 1822 r. za jej właściwe napełnianie lodem odpowiadał kierownik Książęcego Urzędu Budowlanego (Fürstliches Bauamt), którym był wówczas Ludwik Wilhelm Pusch.
17 października 2023 obiekt wpisano do rejestru zabytków nieruchomych województwa śląskiego (nr rej. A/1272/23).